# Brita Guldsmeds
Brita Guldsmeds, även kallad Brita Lorents Gullsmeds, död i Gävle 6 mars 1675, var en svensk kvinna som blev avrättad för trolldom under det stora oväsendet. Hon var en av de som åtalades under häxprocessen i Gävle.
Brita Guldsmeds var gift med en guldsmed i Gävle. 
Hon anklagades av ett stort antal barn för att ha fört dem till Blåkulla. När hon nekade till anklagelserna, gavs order om tortyr, men hon medgav ingenting annat än att vara en syndig människa: 
»då hon i sin obotfärdighet så hårdnackeligen framhärdade, blef hon i handklöfvar slagens. Det oaktadt nekade hustru Brita sägande, att hon » fuller är en syndig människa, dock är hon icke skyldig till det, som henne nu påbördas, och utaf barnen intygas».
Några dagar senare inkom en anmälan om att ett barn, Brita Wälgifts, blivit misshandlad så att hennes hals svullnade, och att flickan enligt hennes mor skyllt detta på den åtalade Brita Guldsmeds. 
Den 27 februari vittnade underlagmannen Flerangus, att han i sällskap med tolfmannen Olof Pedersson och en barberaregesäll hade besökt flickan, som beraregesällen ansåg ha "Brännesjukan", men att den inte kunde vara enda orsaken till hennes sjukdom, eftersom flickan uppgav att 
Brita Guldsmeds hade misshandlat henne i Blåkulla. 
Falck och mäster Uhno Johansson, kamsnidare, uppgav att de aldrig tidigare hade hört att Brita Guldsmeds hade ägnat sig åt trolldom; men på hennes föräldrars gård hade det bott en gumma som kallades Glasmärit och som enligt tolfmannen i Allmänningen kunnat trolla, »mjölka och läsa i salt»; rådman Dunder och mäster Johansson vittnade om att Brita 26 år tidigare haft till friare »en pipare under Helsinge regemente i Åhrsunda socken», som suttit fängslad för dråp men varit trollkunnig och därför kunnat besöka Brita om nätterna fast han satt i fängelse. 
Sedan Katarina Bure flytt från Gävle, blev Brita Guldsmeds ofta utpekad som häxornas ledare. 
Brita avlade aldrig någon bekännelse. Den 3 mars 1675 dömdes hon mot sitt nekande på barnens vittnesmål till att ha fört nitton barn till Blåkulla där hon haft samlag med Djävulen, särskilt för sin misshandel i Blåkulla av Brita Wälgifts, till att halshuggas och brännas. 